# Raliza Nikolov
Raliza Nikolov (bulgarisch Ралица Николов; * 1971 in Sofia) ist eine bulgarisch-deutsche Moderatorin bei NDR Kultur, einem vom Norddeutschen Rundfunk produzierten anspruchsvollen Hörfunkprogramm. Darüber hinaus moderiert sie Konzertveranstaltungen, gibt Einführungen und führt Gespräche mit Künstlern.

## Leben
Die gebürtige Bulgarin ist in Lübeck aufgewachsen und hat am Musikwissenschaftlichen Institut der Universität Hamburg studiert. Sie war Mitglied im Hamburger Barockorchester, aktuell spielt sie regelmäßig im Norddeutschen Barock-Collegium.